# Nannocrix porethus
Nannocrix porethus är en mångfotingart som beskrevs av Chamberlin 1918. Nannocrix porethus ingår i släktet Nannocrix och familjen storjordkrypare. Inga underarter finns listade i Catalogue of Life.